# 卡丽·罗素
卡丽·罗素（英語：Carrie Russell，1990年10月18日—）来自圣托马斯区，是一名牙买加女子田径运动员及雪车运动员。她原本是一名田径选手，曾在2013年世界田径锦标赛上获得女子4×100米接力的金牌，后来于2016年开始练习雪车。当时她的教练建议她去练习雪车以提升自己的爆发力，此时恰逢牙买加雪车联合会计划组建一支女子雪车队伍。她便开始和Stephen Francis教练合作练习雪车。2018年，她和搭档Jazmine Fenlator-Victorian凭借世界杯的排名获得平昌冬奥参赛资格，这也是牙买加历史上首次获得冬奥女子雪车项目的资格。

## 外部連結
- 卡丽·罗素在的頁面